# Kriegerdenkmal Dannigkow (Befreiungskriege)

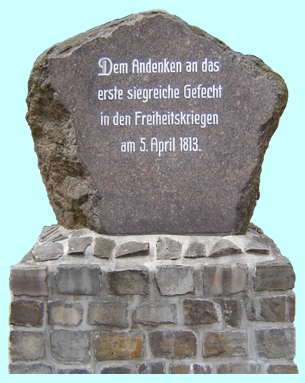
Dannigkowmal

Das Kriegerdenkmal Dannigkow des Befreiungskrieges ist ein denkmalgeschütztes Kriegerdenkmal im Ortsteil Dannigkow der Stadt Gommern in Sachsen-Anhalt.
Im örtlichen Denkmalverzeichnis ist das Kriegerdenkmal unter der Erfassungsnummer 094 71033 als Baudenkmal verzeichnet.

## Lage
Das Kriegerdenkmal befindet sich direkt vor dem Gemeindehaus.

## Gestaltung und Geschichte
Es handelt sich um einen Findling mit einer Inschrift.
Am 5. April 1813 fand ein Gefecht zwischen Preußen und Russland mit 20.000 Mann auf der einen Seite und Frankreich mit 35.000 Mann auf der anderen Seite statt. Das Gefecht bei Möckern wurde trotz unterlegener Truppenstärke von den Verbündeten Preußen und Russland gewonnen werden. Im Bereich um Dannigkow fand eines der Vorpostengefechte statt. Der Kampf um Dannigkow gipfelte in einem Häuserkampf zwischen Franzosen und Preußen. Zu Ehren der Gefallenen wurde dieses Kriegerdenkmal errichtet.

## Quelle
- Gefallenendenkmal Dannigkow Online, abgerufen am 13. Juni 2017.